# 黃鰭紫魚
黃鰭紫魚，又稱黃鰭姬鯛，俗名散午，为笛鯛科紫魚屬下的一个种。

## 分布
本魚分布於西太平洋區，包括菲律賓、印尼、琉球群島、台灣、中國沿海、馬里亞納群島、馬紹爾群島、諾魯、帛琉、密克羅尼西亞、新喀里多尼亞、澳洲、斐濟群島、萬納杜、東加、吉里巴斯、法屬波里尼西亞、薩摩亞群島等海域。

## 深度
水深90至360公尺。

## 特徵
本魚體型、體色和絲鰭紫魚非常類似，但後者背鰭和臀鰭最後一根軟條延長呈絲狀，本魚沒有。體呈淡藍紅色，頭部有網狀斑點，尾鰭外緣金黃色。背鰭硬棘10枚，軟條11枚；臀鰭硬棘3枚，軟條8枚。尾鰭深分叉。體長可達50公分。

## 生態
棲息在較深的水域，獨游或小群活動，肉食性，以其他魚類、甲殼類為食。

## 經濟利用
食用魚，但肉質堅硬、粗糙，適合煮湯。